# ناسل

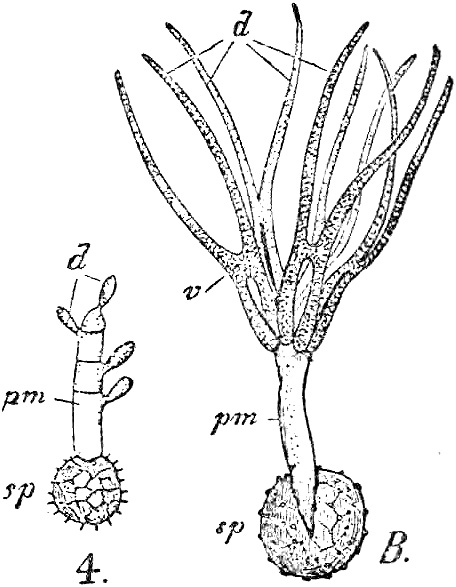

النَّاسِل أو الجونيد هو خلية تكاثرية لاجنسية أو مجموعة من الخلايا خاصة في الطحالب.